# Megachile rubrociliata
Megachile rubrociliata är en biart som beskrevs av Pasteels 1965. Megachile rubrociliata ingår i släktet tapetserarbin, och familjen buksamlarbin. Inga underarter finns listade i Catalogue of Life.